# Mittelhausen (Erfurt)
Mittelhausen ist ein Ortsteil der Stadt Erfurt in Thüringen und liegt etwa acht Kilometer nördlich der Innenstadt.

## Geografie
Mittelhausen liegt nördlich des Erfurter Stadtkerns an der Schmalen Gera. Am Südrand des Ortes führt die neue Bundesautobahn A 71 vorbei.

## Geschichte

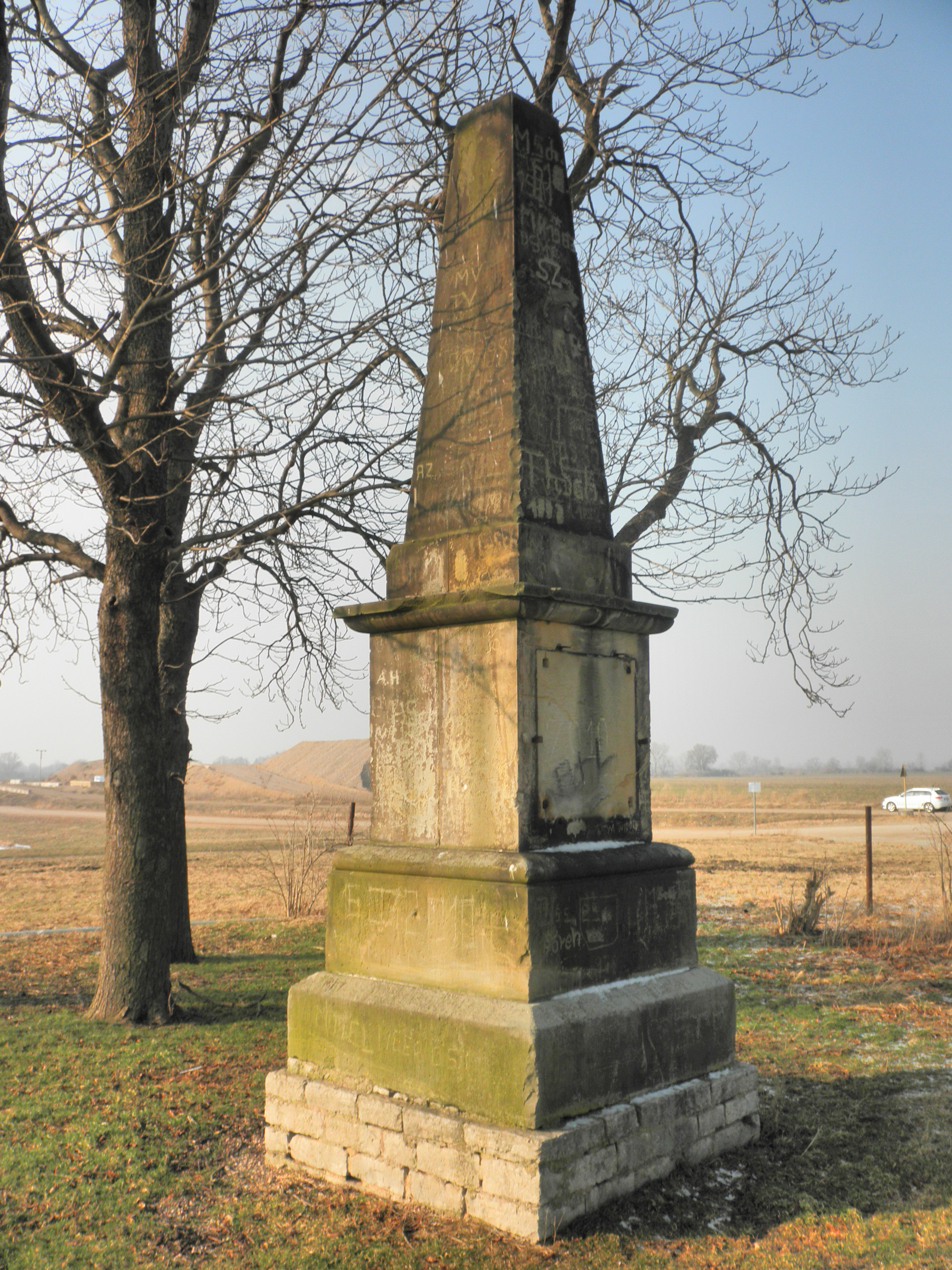
Obelisk einer mittelalterlichen Gerichtsstätte bei Mittelhausen („Ludwigstein“)

Ausgrabungen im Vorfeld des Baues der Autobahn A 71 in den Jahren 2001 und 2002 ergaben, dass es sich um einen Siedlungs- und Bestattungsplatz vom Neolithikum bis in die Zeit des Thüringer Reichs gehandelt hat.
Zu Beginn des 9. Jahrhunderts wird Mittelhausen in einem Verzeichnis der von Erzbischof Lullus († 786) von Mainz für das Kloster Hersfeld von Freien verliehenen Gütern erstmals urkundlich als Midilhusun in Reichsbesitz erwähnt.
Zusammen mit dem benachbarten Riethnordhausen bildete Mittelhausen eine „kleinere Grafschaft“ im Besitz der Landgrafen von Thüringen. 1152 nannte sich ein Ministerialen-Geschlecht nach dem Ort.
Geschichtliche Bedeutung erlangte der Ort Mittelhausen für Thüringen um 1130, als Landgraf Ludwig II. Mittelhausen als Obersten Dingstuhl der Landgrafschaft auserkor, an dem er höchstpersönlich viermal im Jahr Recht – auf einer Gerichtsbühne – sprach: „Auf dem Riethe zu Mittelhausen“, auf der Wiese „Maspe“ (Am Aspenbaum). Beisitzer waren die Grafen des Landes. Über 200 Jahre blieb diese Institution erhalten und erlangte als Landfriedensgericht zentrale Bedeutung. Die Landgrafen sprachen hier nicht als Territorialfürsten Recht, sondern „unter Königsbann“ als vom Deutschen König bestallte Richter. „In der Herrschaft über dieses zentral gelegene Landgericht bestand der eigentliche Inhalt der vom Deutschen König begründeten Landgrafenwürde“. 1250 und 1252 musste der Thüringer Adel bei Meitilishusen den Landfrieden beschwören, 1307 wurde das „widerspenstige Erfurt“ vor das Landgericht geladen. Erst der Thüringer Grafenkrieg 1342–1346 beendete das Wirken an dieser Stelle.
Die heutige Kirche wurde im Jahre 1504 erbaut.
Mittelhausen und Riethnordhausen kamen bei der Leipziger Teilung im Jahr 1485 zum ernestinischen Kurfürstentum Sachsen. Sie gehörten ab 1542 zum neu gebildeten „Amt Ringleben“, welches nach der Wittenberger Kapitulation 1547 im Besitz der Ernestiner blieb und bei der Erfurter Teilung 1572 zum Herzogtum Sachsen-Weimar kam. Nach dem Tod des Herzogs Wilhelm IV. von Sachsen-Weimar wurde das Amt Ringleben mit seinen drei Orten im Jahr 1662 dem neu entstandenen Herzogtum Sachsen-Eisenach zugeteilt und 1672 dem Amt Großrudestedt angegliedert. Ab 1741 gehörte dieses zu Sachsen-Weimar-Eisenach. Der Ort wurde 1850 dem Verwaltungsbezirk Weimar des Großherzogtums Sachsen-Weimar-Eisenach zugeteilt. 
Die Gerichtsstätte ist heute (2011) noch nordwestlich des Ortes vorhanden. Ein schlechter Feldweg („Am Denkmalsweg“) führt, nach links abgehend, von der Straße Mittelhausen / Nöda dorthin. Ein in einem kleinen Hain gelegenes Denkmal, in baufälligem Zustand und direkt neben mehreren Kiesgruben, erinnert an diesen geschichtsträchtigen Ort. Die Gedenktafel am Obelisken ist entfernt, der Sandstein übersät mit eingekratzten „Inschriften“. Nach Beendigung des Kiesabbaus ist eine Restaurierung des Denkmals vorgesehen, das dann in der „Erfurter Seenlandschaft“ liegen wird. 

### Einwohnerentwicklung
| Jahr      | 1843 | 1910 | 1939 | 1990 | 1995 | 2000 | 2005 | 2010 | 2015 | 2020 |
| --------- | ---- | ---- | ---- | ---- | ---- | ---- | ---- | ---- | ---- | ---- |
| Einwohner | 0868 | 0974 | 1300 | 1098 | 1113 | 1122 | 1136 | 1084 | 1049 | 1050 |

## Wirtschaft
Die Ökonomie des Ortes war landwirtschaftlich geprägt. Davon zeugen die großen Hofanlagen. Später erlangten auch Abbau und Verarbeitung der reichen Tonvorkommen in der Mittelhäuser Flur wirtschaftliche Bedeutung und gaben Mittelhäuser Einwohnern Lohn und Brot. Die alte Tongrube ist heute noch am Ortsrand Richtung Stotternheim vorhanden. Außerdem wurden drei große Mühlen an der Gera betrieben, wovon eine erhalten geblieben ist. Die landwirtschaftlichen Flächen rund um Mittelhausen werden heute vorwiegend von der Universal-Agrar GmbH bewirtschaftet, die außerdem durch ihre Milchviehhaltung zu den Zulieferunternehmen des Milchhofes Erfurt gehört. Aus einem ehemaligen Betriebsteil des VEG Saatzucht Zierpflanzen Erfurt (heute Leibniz-Institut für Gemüse- und Zierpflanzenbau) hat sich seit der Wende auf 12 ha eine Gärtnersiedlung entwickelt, die die Tradition des Gartenbaustandortes Mittelhausen weiterführt. Nördlich von Mittelhausen wird in großem Maßstab Kies abgebaut.
Westlich von Mittelhausen, zwischen der Ortsverbindungsstraße nach Kühnhausen und der A 71 gelegen, baut seit 2012 der Buchgroßhändler Koch, Neff & Volckmar (KNV) sein neues Zentrallager.